# Bergtjärnen (Gudmundrå socken, Ångermanland)
Bergtjärnen är en sjö i Kramfors kommun i Ångermanland och ingår i Ångermanälven-Gådeåns kustområde.